# Ren Harvieu
Lauren Maria Harvieu (Città di Salford, 3 settembre 1990) è una cantautrice britannica.

## Biografia
Ren Harvieu ha firmato un contratto discografico con la Universal a 18 anni e a fine 2011 è stata annunciata la sua candidatura all'annuale Sound of... stilato dalla BBC. I suoi primi due singoli, Through the Night e Open Up Your Arms, sono entrati nella top 200 della Official Singles Chart, rispettivamente alla numero 178 e 108. Hanno anticipato il suo album di debutto Through the Night, arrivato alla 5ª posizione della classifica britannica. Nel 2013 ha collaborato al brano S.A.D, contenuto nel disco The Art of Doing Nothing di Mark Owen. La cantante ha avviato la lavorazione del suo secondo album nel 2013, ma è uscito solamente nel 2020 con il titolo di Revel in the Drama.

## Discografia

### Album in studio
- 2012 – Through the Night
- 2020 – Revel in the Drama

### Singoli

#### Come artista principale
- 2011 – Through the Night
- 2012 – Open Up Your Arms
- 2012 – Tonight
- 2012 – Do Right By Me
- 2019 – Teenage Mascara
- 2019 – Yes Please